# Wenn alle untreu werden
„Wenn alle untreu werden, so bleiben wir doch treu” (Ha mindenki áruló lesz is, mi mégis hűek maradunk) a kezdősora egy ismert német nép- és diákdalnak, amelyet 1814-ben Max von Schenkendorf német költő szerzett.

## Története
Schenkendorf a művét Friedrich Ludwig Jahn nemzeti érzelmű német testnevelő tanárnak ajánlotta a „szent német birodalomért” címszó alatt. Megírásához az ösztönzést Novalis azonos című, 1802-ben kiadott Krisztus-himnusza adta. Dallama kisebb változtatásokkal a „Pour aller à la chasse faut être matineux” („Ki vadászni akar, korán kell kelnie”) kezdetű 1724-es francia vadászdalból származik, és ismertségét az Es saßen die alten Germanen zu beiden Ufern des Rheins (Ott ültek az öreg germánok a Rajna mindkét partján) című bordal tartotta fent.
A nemzetiszocializmus idején az SS (Schutzstaffel) „hűségdalaként” használták. Az SS daloskönyvében a Deutschlandlied (német himnusz) és a Horst Wessel-Lied után sorban a harmadik helyen szerepelt, és messzemenően a Schenkendorf-féle változatnak felelt meg, de a harmadik versszakát kihagyták. Karsten Wilke történész szerint a hűség magasan a legfontosabb erénynek számított az SS-en belül, amit a szervezet „Meine Ehre heißt Treue” („A hűség a becsületem”) jelmondata is jól mutat. Az NSZK-ban a HIAG (Hilfsgemeinschaft auf Gegenseitigkeit der Angehörigen der ehemaligen Waffen-SS = Az egykori Waffen-SS tagjainak kölcsönös segélyegylete) szervezeten belül és nyilvánosan is tovább használta.

## Szövege
Wenn alle untreu werden,
So bleiben wir doch treu;
Daß immer noch auf Erden
Für euch ein Fähnlein sei.
Gefährten unsrer Jugend,
ihr Bilder bess’rer Zeit,
Die uns zu Männertugend
und Liebestod geweiht.
Wollt nimmer von uns weichen,
uns immer nahe sein,
treu wie die deutschen Eichen,
wie Mond und Sonnenschein.
Einst wird es wieder helle,
in aller Brüder Sinn,
sie kehren zu der Quelle
in Lieb und Freude hin.
Es haben wohl gerungen
die Helden dieser Frist,
Und nun der Sieg gelungen,
übt Satan neue List.
Doch wie sich auch gestalten
im Leben mag die Zeit,
Du sollst uns nicht veralten,
o Traum der Herrlichkeit.
Ihr Sterne seid uns Zeugen,
die ruhig nieder schau’n,
wenn alle Brüder schweigen
und falschen Götzen trau’n.
Wir woll’n das Wort nicht brechen
und Buben werden gleich,
woll’n predigen und sprechen
vom heil’gen Deutschen Reich.

## Magyarul
Ha mindenki áruló lesz is, mi mégis hűek maradunk,
Hogy a Földön még mindig legyen számotokra egy század.
Ifjúságunk társai, ti jobb idők képei,
Mely a férfiúi erénynek és a halálos szerelemnek szentelt bennünket.
Soha nem akartok kitérni előlünk, hanem mindig a közelünkben lenni,
Hűen, mint a német tölgyek, mint hold és napsugár.
Egyszer megint világos lesz ez minden fivér tudatában,
Szeretettel és hűséggel fordulnak majd a forrás felé.
Alaposan megküzdöttek a hősök ezzel a(z) (határ)idővel,
És most, hogy sikerült a győzelem, az ördög új cselt eszel ki.
De alakítsa az idő bármiként is életünk,
Nem hagyhatsz bennünket megöregedni, oh dicsőség álma.
Ti csillagok legyetek tanúink, kik szelíden letekintetek,
Ha minden fivér hallgat is, és rossz bálványt imád.
Mi nem akarjuk megszegni szavunkat, sem gazemberré válni,
Hanem hirdetni az igét és beszélni a szent német birodalomról.

## Fordítás
Ez a szócikk részben vagy egészben  a   Wenn alle untreu werden című német Wikipédia-szócikk ezen változatának fordításán alapul.  Az eredeti cikk szerkesztőit annak laptörténete sorolja fel. Ez a jelzés csupán a megfogalmazás eredetét és a szerzői jogokat jelzi, nem szolgál a cikkben szereplő információk forrásmegjelöléseként.